# Hobbseus orconectoides
Hobbseus orconectoides är en kräftdjursart som beskrevs av Fitzpatrick och Payne 1968. Hobbseus orconectoides ingår i släktet Hobbseus och familjen Cambaridae. IUCN kategoriserar arten globalt som starkt hotad. Inga underarter finns listade i Catalogue of Life.